# José Perera i Garriga
José Perera i Garriga (19/09/1917, Balaguer, Lleida - 13/02/2015, Barcelona). Fundador de l'Arxiu Gràfic Documental Evangèlic l'any 1996. Va ser el responsable dels campaments espanyols sota el paraigües de la Fondatión le Gráin de Blé de Lausana, Suïssa, el primer campament evangèlic a Espanya però amb les seves activitats a Suïssa. L'octubre de 1996 va fundar Archivo Gráfico Documental Evangélico.